# Triunfo (empresa portuguesa)
Triunfo é uma empresa do comércio varejista e atacadista portuguesa, que trabalha com a fabricação, venda e distribuição de alimentos e laticínios. Empresa de grande tradição em Portugal, adquirida em 2008 pela Kraft Foods Inc. à United Biscuits.